# Harishi, Sorab
Harishi là một làng thuộc tehsil Sorab, huyện Shimoga, bang Karnataka, Ấn Độ.